# Phoneyusa belandana
Phoneyusa belandana é uma espécie de aranha pertencente à família Theraphosidae (tarântulas).